# Het Bos van Plop
La Forêt de Plop
Het Bos van Plop est un parcours scénique de type barque scénique du parc d'attractions belge Plopsaland De Panne.

## Genèse: de Wonderbare Bijenkorf

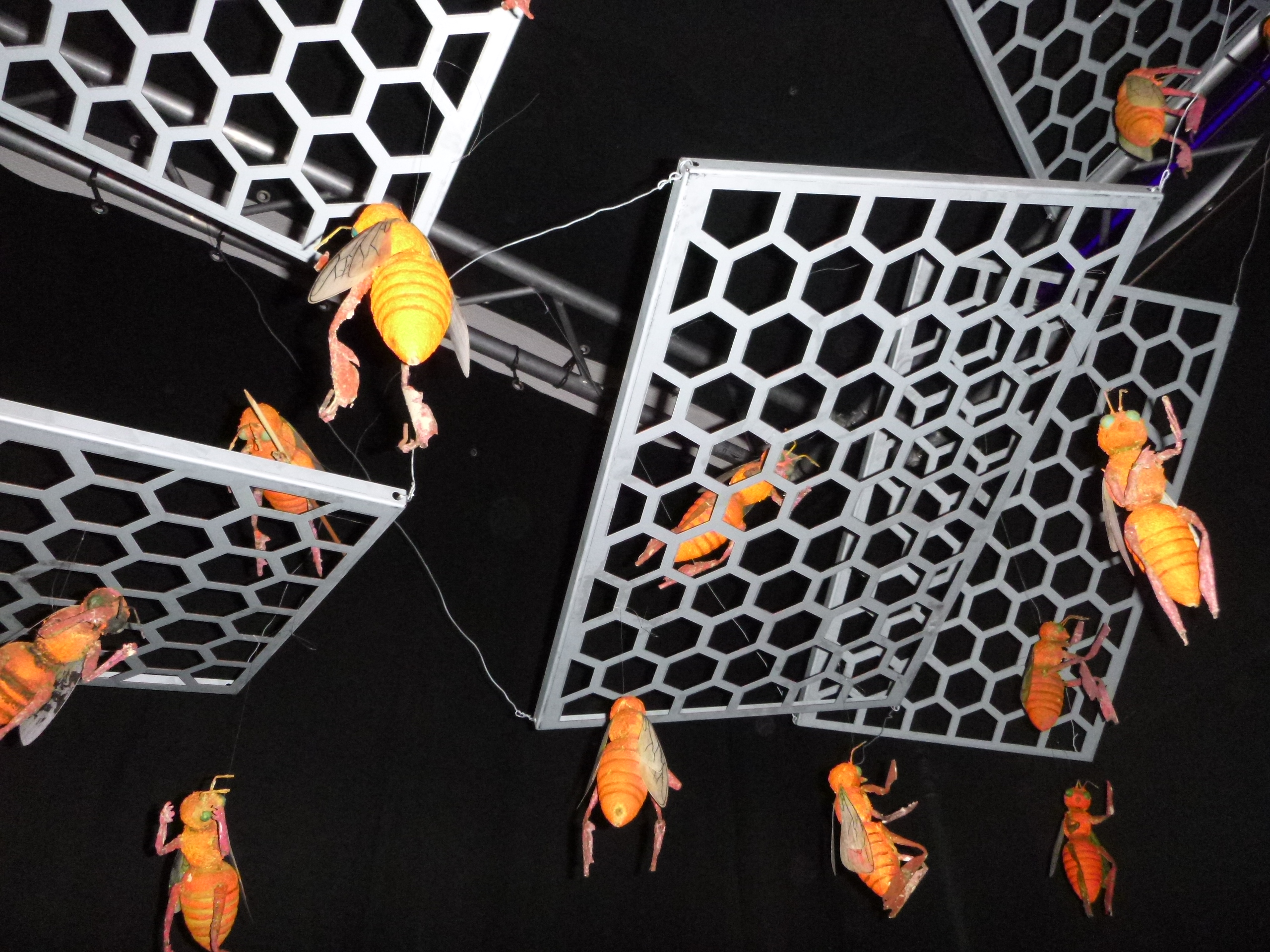
Les abeilles de Wonderbare Bijenkorf.

À l'occasion de l'exposition universelle de 1958 de Bruxelles, le fondateur de Meli Park Alberic-Joseph Florizoone prend la décision d'y construire un pavillon pour y promouvoir la marque de miel Meli. L'attrait principal du pavillon est de Wonderbare Bijenkorf (la Ruche Merveilleuse), attraction pédestre dans laquelle le promeneur pouvait observer des abeilles anthropomorphes animées dans diverses activités du quotidien,. Elle est signée de la main de l'architecte Wiegman de Rotterdam qui avait réalisé divers projets pour Philips Eindhoven. Ce walkthrough propose alors une nouveauté pour l'époque : l'utilisation de la lumière noire. Quatre couleurs de peinture spéciale à laquelle cette lumière réagit sont alors disponibles : jaune, orange, bleu et vert. La combinaison de celles-ci créait un effet impressionnant.
Robert Florizoone, le fils d'Alberic-Joseph Florizoone, rapporte une anecdote de cette époque. Alors que l'architecte Wiegman réajuste les décors de l'attraction une semaine après l'ouverture, il aperçoit un homme s'intéressant à de Wonderbare Bijenkorf. Il s'agit de Walt Disney, présent pour avoir créé l'attraction du pavillon des États-Unis. Elle consiste en un film à 360° (procédé à 9 écrans présenté comme circorama, par analogie avec le mot cinérama désignant alors un procédé à trois écrans), nommé America the Beautiful, plus tard présenté par les parcs Disney. Wiegman se présente à lui et se dit honoré. Disney lui répond qu'il s'assure que ses idées n'ont pas été reprises sans son consentement et dit qu'il fera fermer son affaire si c'est le cas. Il s'avère qu'il n'y verra aucun plagiat.
Après la fermeture de l'Exposition universelle, Meli reçoit l'autorisation de construire un parc sur « La Belgique Joyeuse », une section de l'Expo 58. Le parc « Meli Heysel » est né et le pavillon est exploité dans le cadre de la concession Meli Heysel. Le pavillon et le parc Meli Heysel sont distants l'un de l'autre. Face à cet inconvénient, de Wonderbare Bijenkorf est relocalisé dans un pavillon plus petit à Meli Park à La Panne où il rencontre le succès. À cette époque, un Nordiste dérobe une des figurines de l'attraction. Il désirait qu'elle soit rendue au parc selon l'une de ses dernières volontés. En 2015, la figurine retourne à La Panne et fait l'objet de quelques articles de presse.
Dans les années 1970, les promeneurs délaissent l'attraction. Dans le même temps, Eddy Meeùs fonde Walibi où le public découvre en 1975 Le Temple du Soleil, une barque scénique dans laquelle les passagers voyagent à bord de pirogues dans différentes scènes avec les personnages et animaux de l'album homonyme des aventures de Tintin. Les fils du fondateur de Bellewaerde Albert Florizoone inaugurent en 1978 Jungle adventure,. Grâce à la technique du tow boat ride d'Intamin, les passagers voguent à bord de barques au milieu de paysages de jungle, à l'image de Jungle Cruise des parcs Disney. Ces circonstances amènent la création d'une nouveauté à Meli Park.

## Apirama

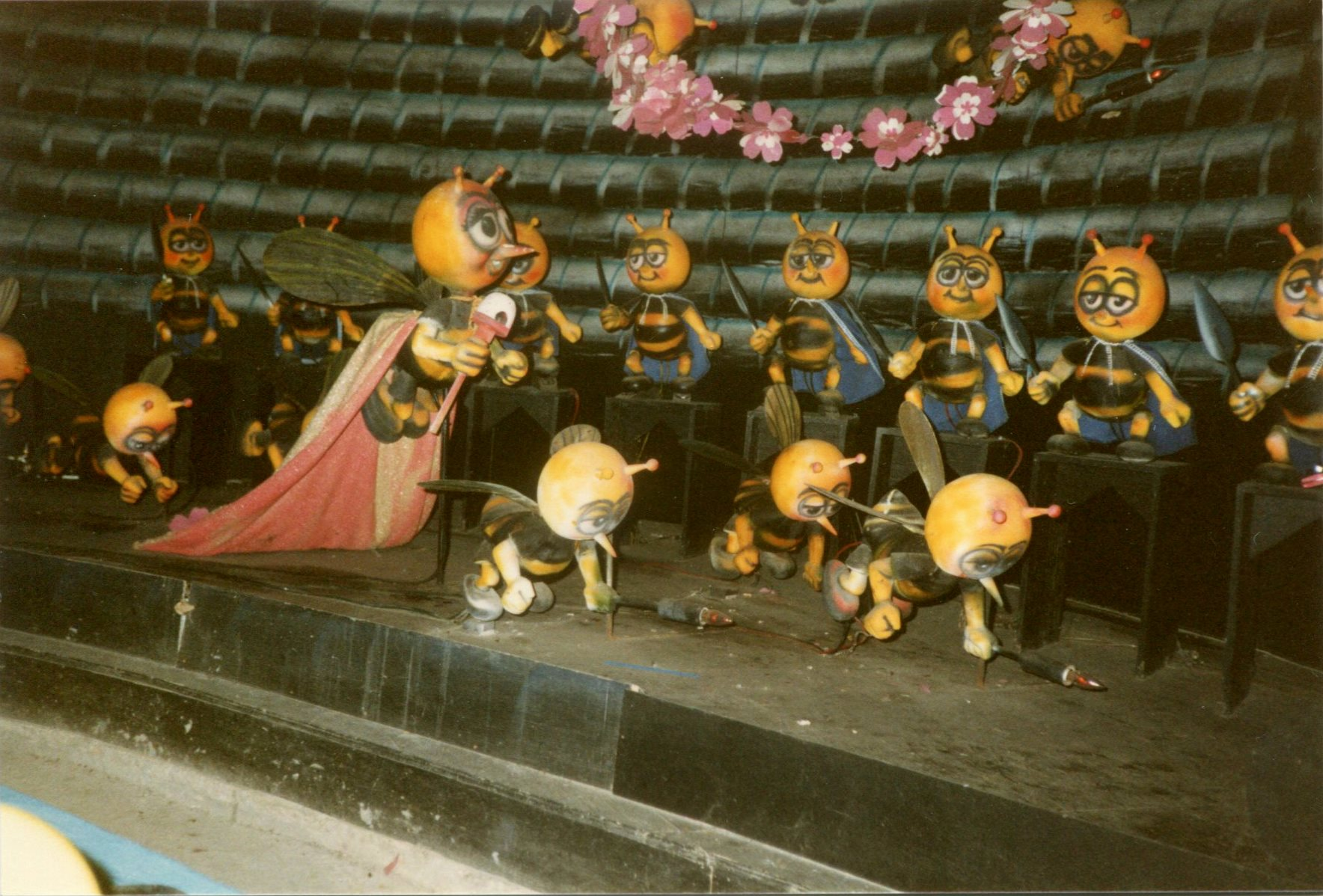
L'arrivée de la princesse.

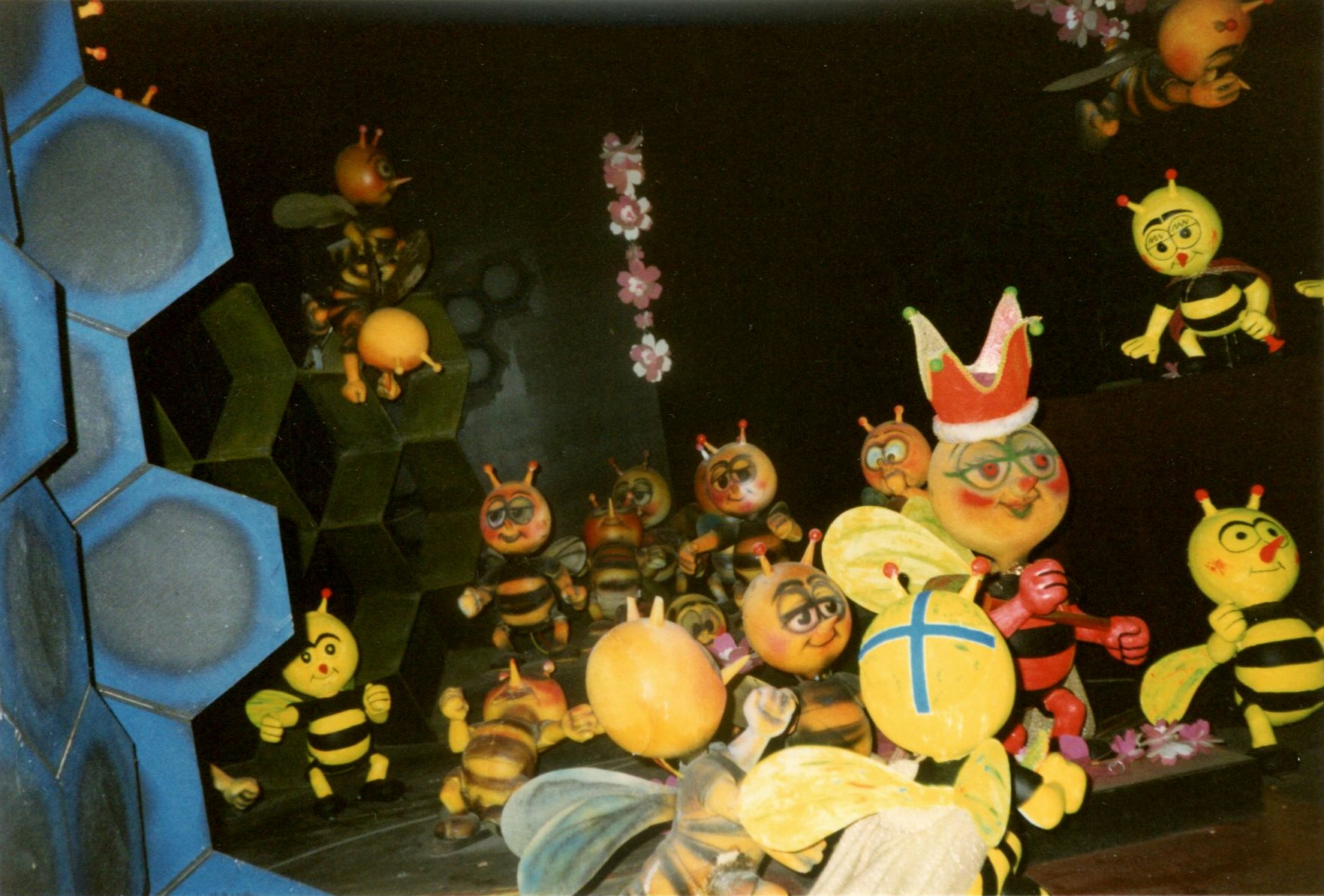
Mariage de la princesse.

Apirama propose aux visiteurs un voyage dans la vie et le travail des abeilles. Une fresque représentant un décor bucolique coloré avec des abeilles et des fleurs ornées de visages souriants est peinte sur les façades du hangar servant de hall d'accueil. Au nord, l'entrée faisant face au bâtiment du spectacle des perroquets est surmontée du mot Apirama. Le parcours scénique prend place dans un bâtiment dans lequel est construit un canal. Celui-ci est le parcours emprunté par les bateaux de trois rangées de deux places. Un maximum de trois personnes peut s'asseoir sur une banquette. Cette attraction de type barque scénique ouvre ses portes le 16 mai 1979 au nord du parc, sur la rive nord du ruisseau Langgeleed. Le 12 mai 1979, un incendie détruit le restaurant et le bâtiment principal exploité comme salle de fêtes.
Apirama reprend l'idée de base de Wonderbare Bijenkorf en la menant bien plus loin pour en faire une réalisation plus aboutie tout en conservant l'utilisation de la lumière noire. D'une durée de huit minutes, l'attraction met en scène 256 automates et marionnettes. Le parcours de 145 mètres est doté d'une petite descente en splash et son système de transport est construit par Metallbau Emmeln. L'étymologie d'Apirama vient du grec et du romain, cela signifie « regarder les abeilles ». De plus, ce terme peut être utilisé internationalement. L'entreprise britannique Keith Sparks Associates est responsable de la scénographie et plus particulièrement de Keith Sparks et Robin Golding,. Le thème musical varie en fonction des scènes. Kevin Finn, chanteur du groupe The New Seakers, en est le compositeur et producteur,,. La mascotte du parc, l'abeille Meli, est créée la même année,.

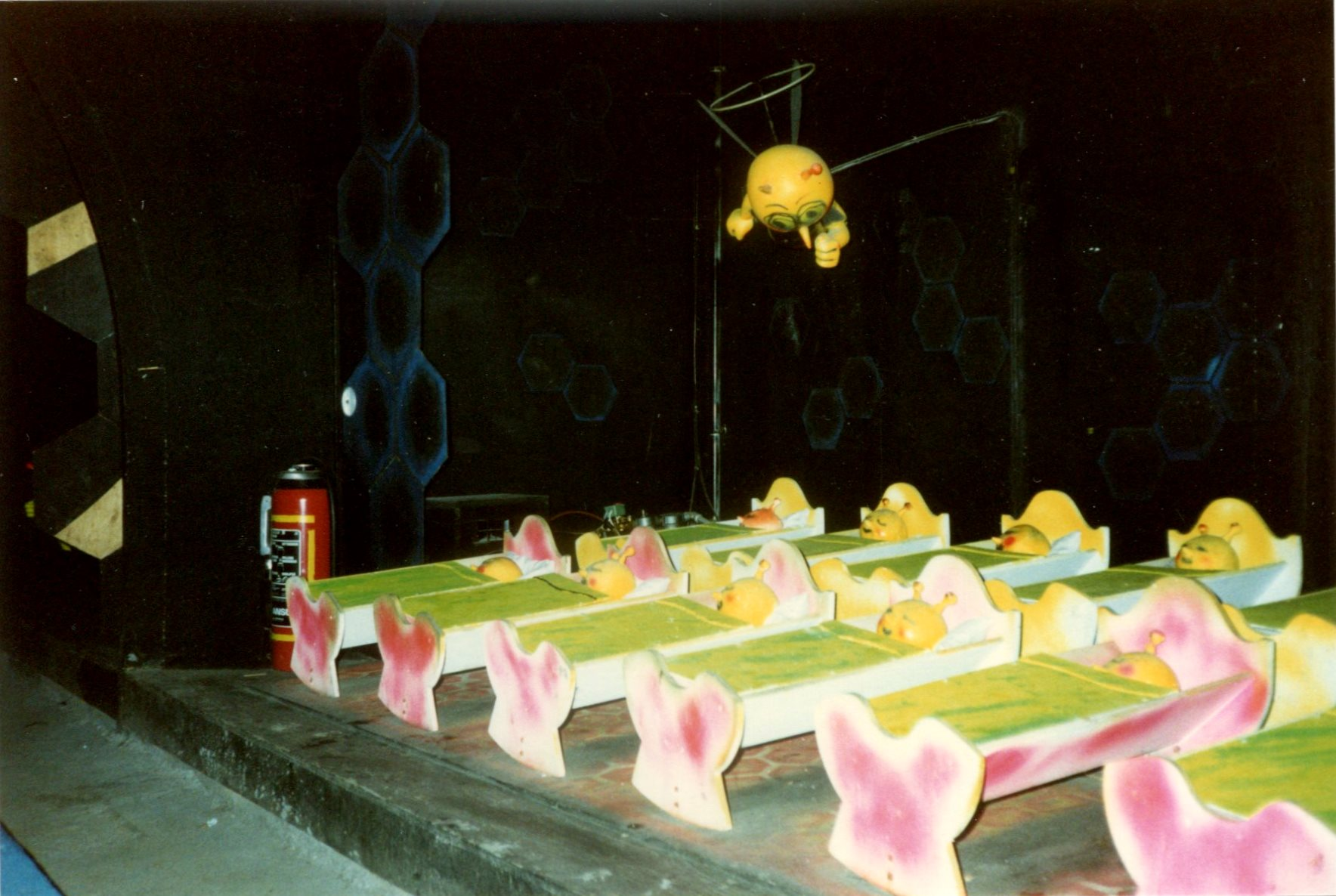
La crêche.

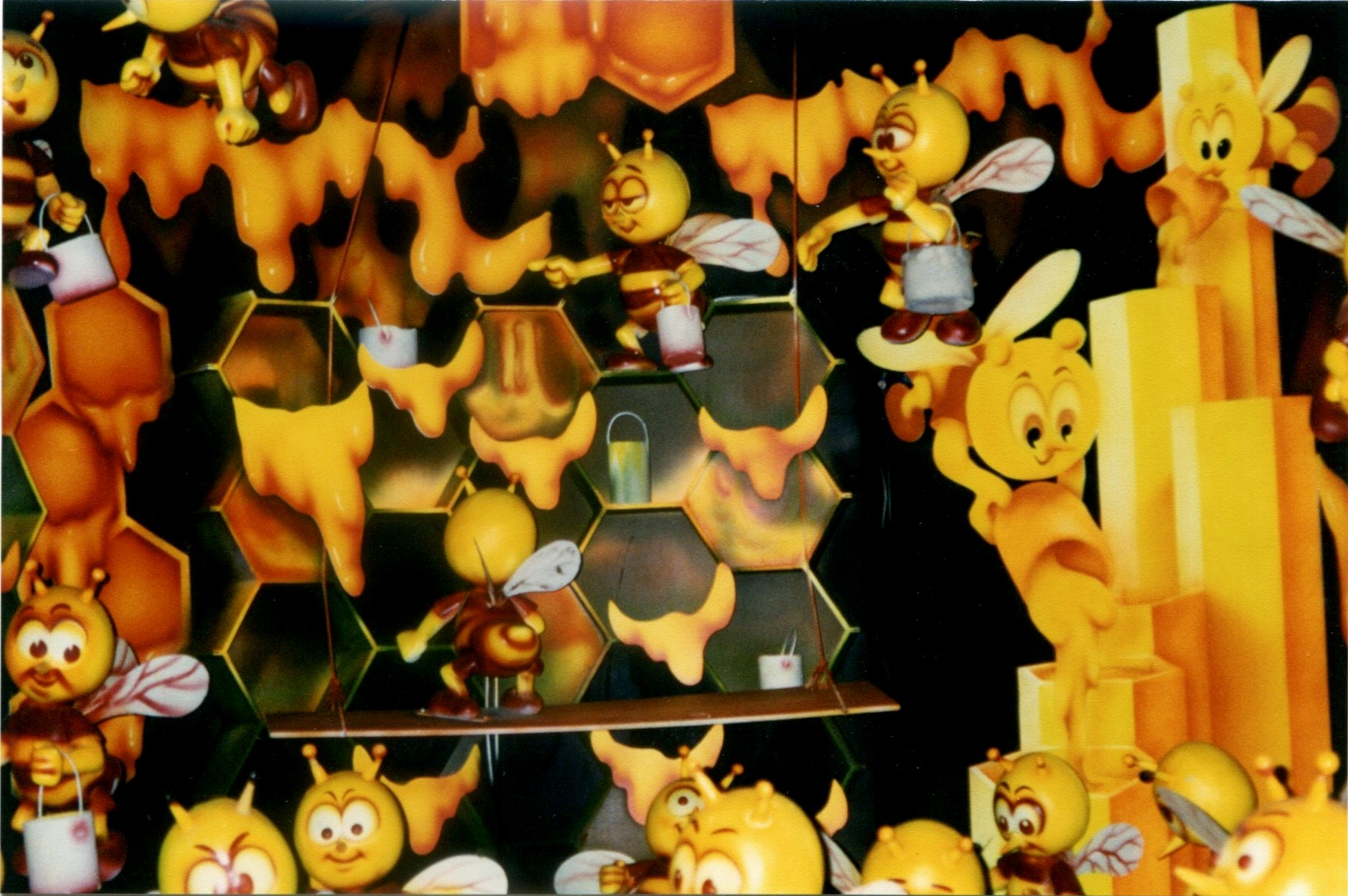
L'essaim et les alvéoles.

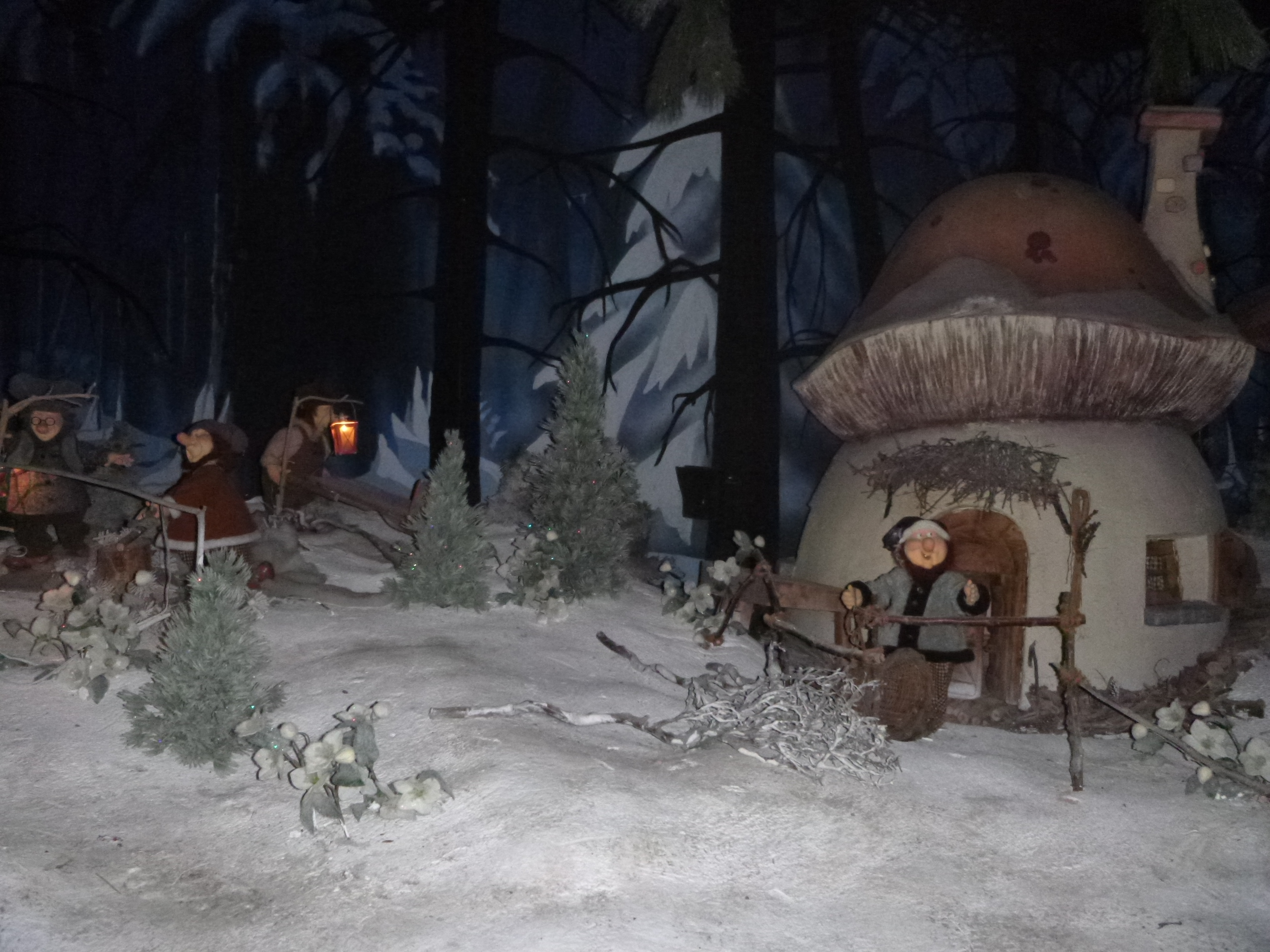
Scène hivernale.

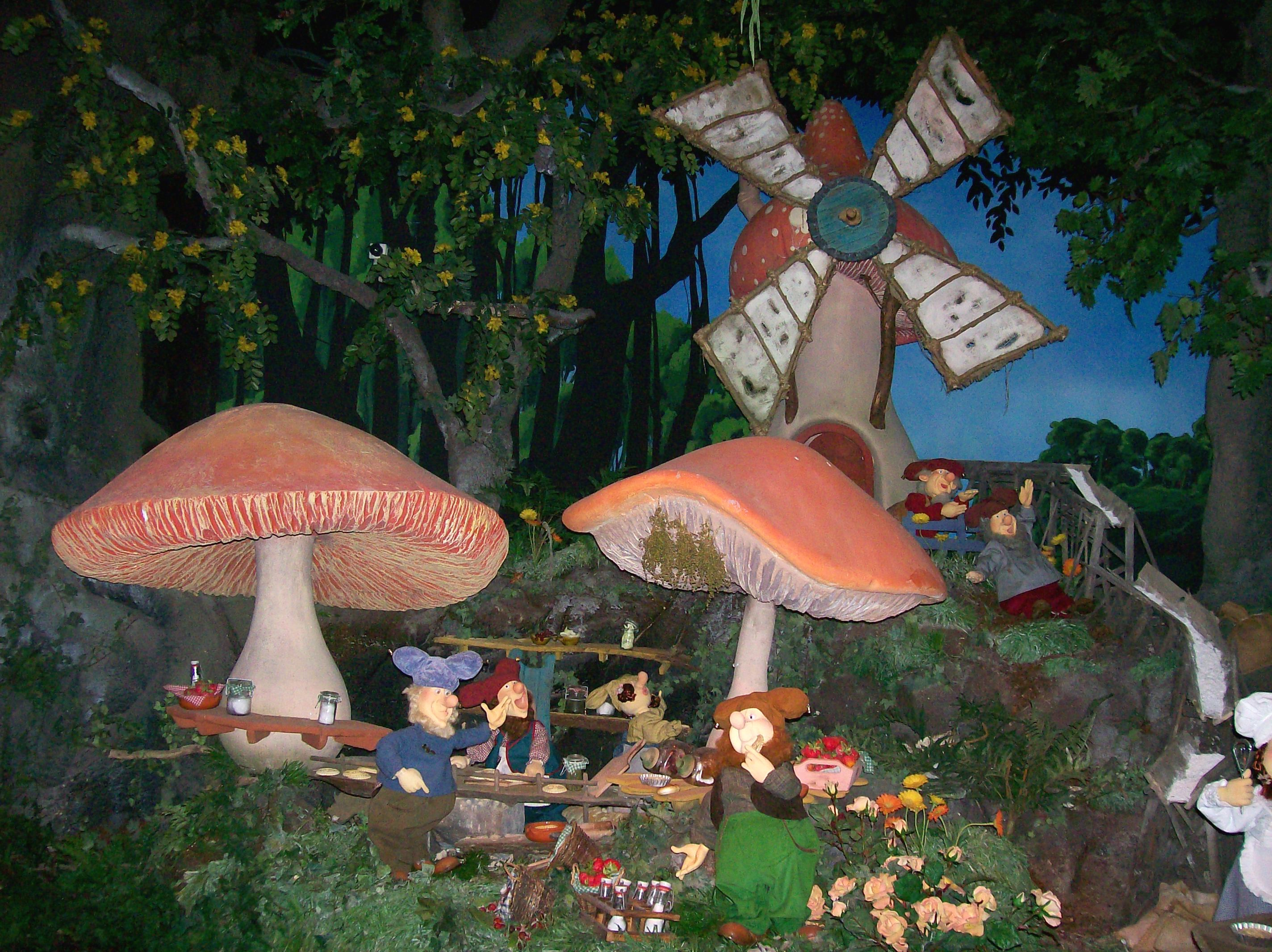
La grande fête estivale au pied du moulin à vent.

Après avoir embarqués, les passagers observent une première partie du circuit se déroulant dans la ruche. Tout d'abord, les bateaux pénètrent dans la ruche, tout comme plusieurs abeilles. Ensuite a lieu sous la protection de gardes l'arrivée de la princesse. Les tableaux suivants mettent en scène la construction des alvéoles grâce aux ouvriers et à leurs engins de chantiers, tels des grues. Le tableau suivant est le mariage de la princesse des abeilles. Coiffée d'une grande couronne et habillée d'une longue traîne, elle est le personnage principal. Avec son mari affublé d'une écharpe, ils se tiennent sur le tapis rouge entourés par de nombreux congénères. Après, les passagers entrent dans La crèche où des lits bercent de droite à gauche leurs jeunes occupants. En face se situe la maternité où éclosent les nouveau-nés grâce aux soins des infirmiers. La scène suivante est composée de deux saynètes formant l'essaim qui rentre pour remplir les alvéoles grâce aux ouvrières ayant butiné. Ici, l'esquif est tracté hors de l'eau pour dévaler une pente qui l'entraîne dans les éclaboussures du tableau suivant. Cette chute représente la sortie de la ruche.
Elle est suivie de scènes bucoliques situées dans des jardins à l'extérieur de la ruche. Plusieurs saynètes représentent la collecte du pollen où de nombreuses abeilles évoluent sous les nuages au milieu des fleurs, des végétaux, des souris ou des grenouilles. Ensuite, l'attaque des guêpes où le combat fait rage devant le château. La grande fête estivale prend place dans le tableau suivant. Les abeilles y prennent du bon temps dans la grande roue, sur la balançoire à bascule, en buvant et en dansant. La salle du trône est le nom de la scène où la reine siège adulée par ses sujets et ses gardes. Les cloches sonnent le carillon d'un jour de fêtes. Enfin la scène d'adieu est habitée par des abeilles en parachute ou dans des montgolfières au-dessus des toits de la ville surmontée par de grandes lettres formant le mot Meli. Elles disent au revoir dans plusieurs langues aux passagers. Pour raviver certaines scènes, de larges panneaux aux couleurs éclatantes sont installés après plusieurs années comme décors au fond de scènes, dont l'arrivée de la princesse, la crèche, une scène de l'essaim et la salle du trône.
L'édifice propose également une exposition apicole éducative présentant du matériel didactique à destination du jeune public, dont une ruche aux parois transparentes. Le rendement d'une ruche du parc est en moyenne de 20 kilos par an. Meli Parc possède d'ailleurs quarante ruches comptant 1 200 000 abeilles. Face au quai d'embarquement pour l'attraction, une boutique et un stand de maquillage pour enfants complètent l'offre.
Vingt ans après l'ouverture d'Apirama, l'érosion de la fréquentation convainc la direction de Meli Park à le vendre au Studio 100,. Le 3 octobre 1999, le parc connu jusqu'alors Meli Park ferme définitivement ses portes et le lendemain Plopsaland S.A. en prend officiellement les rênes.

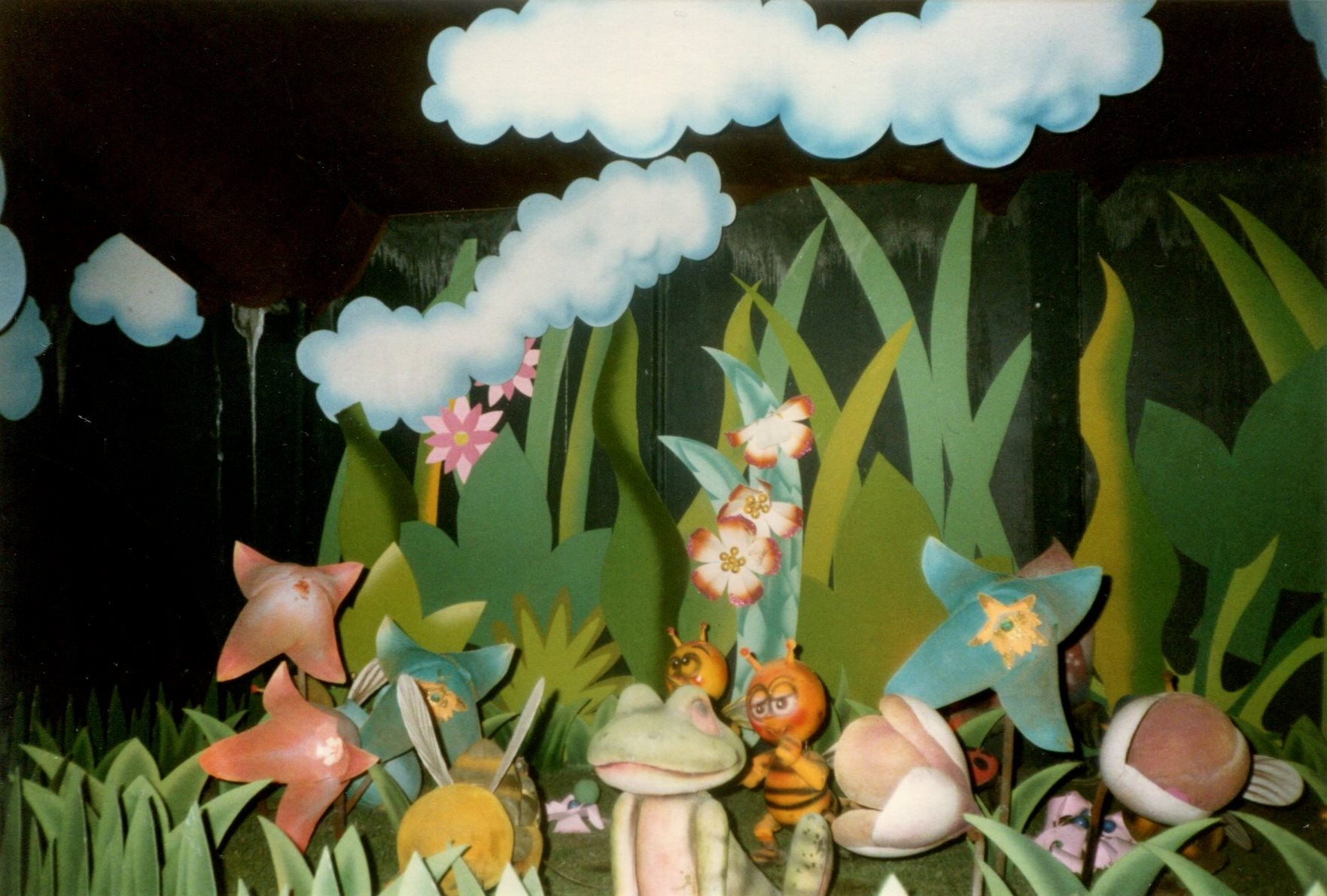
Collecte du pollen et grenouille
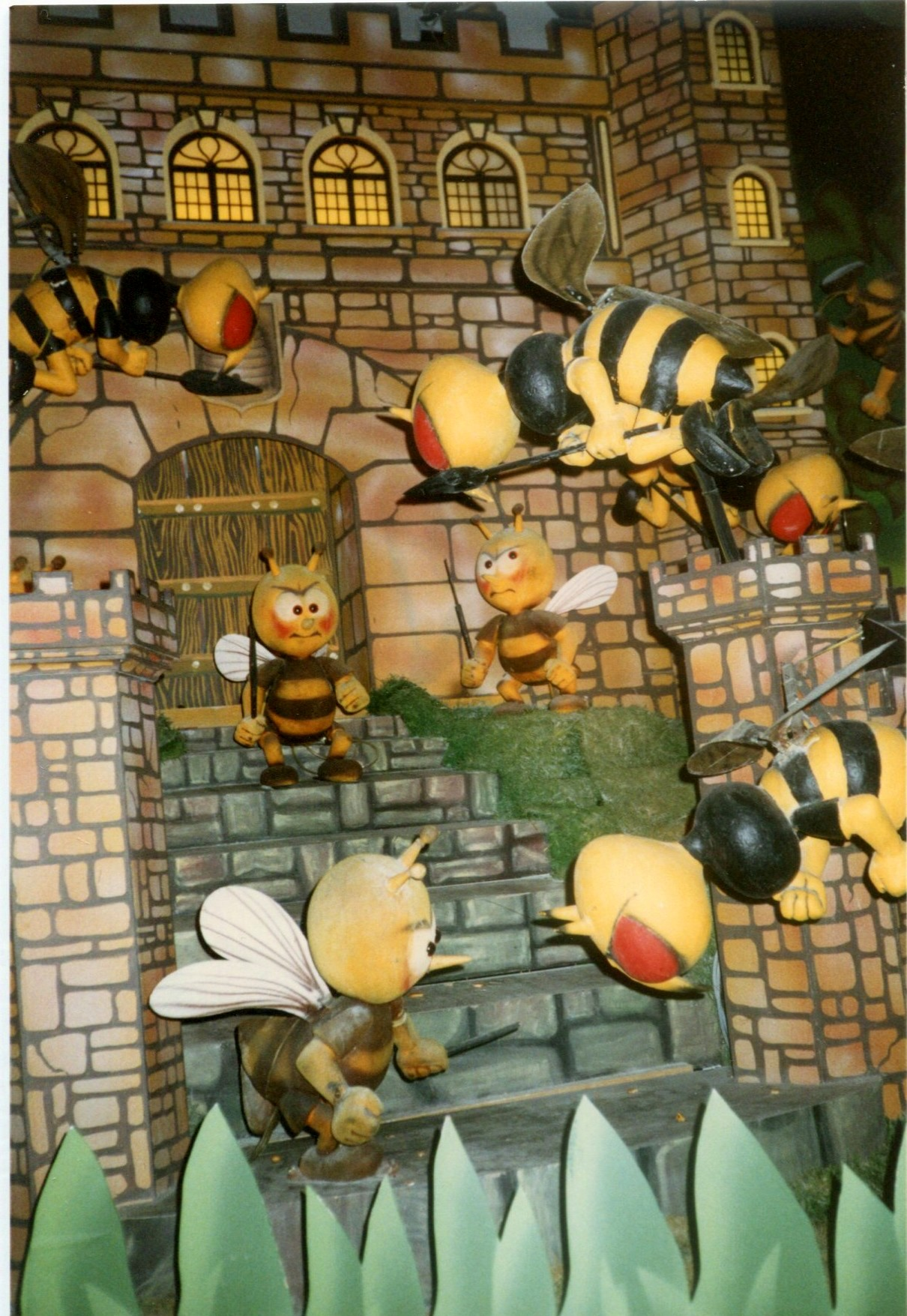
L'attaque des guêpes
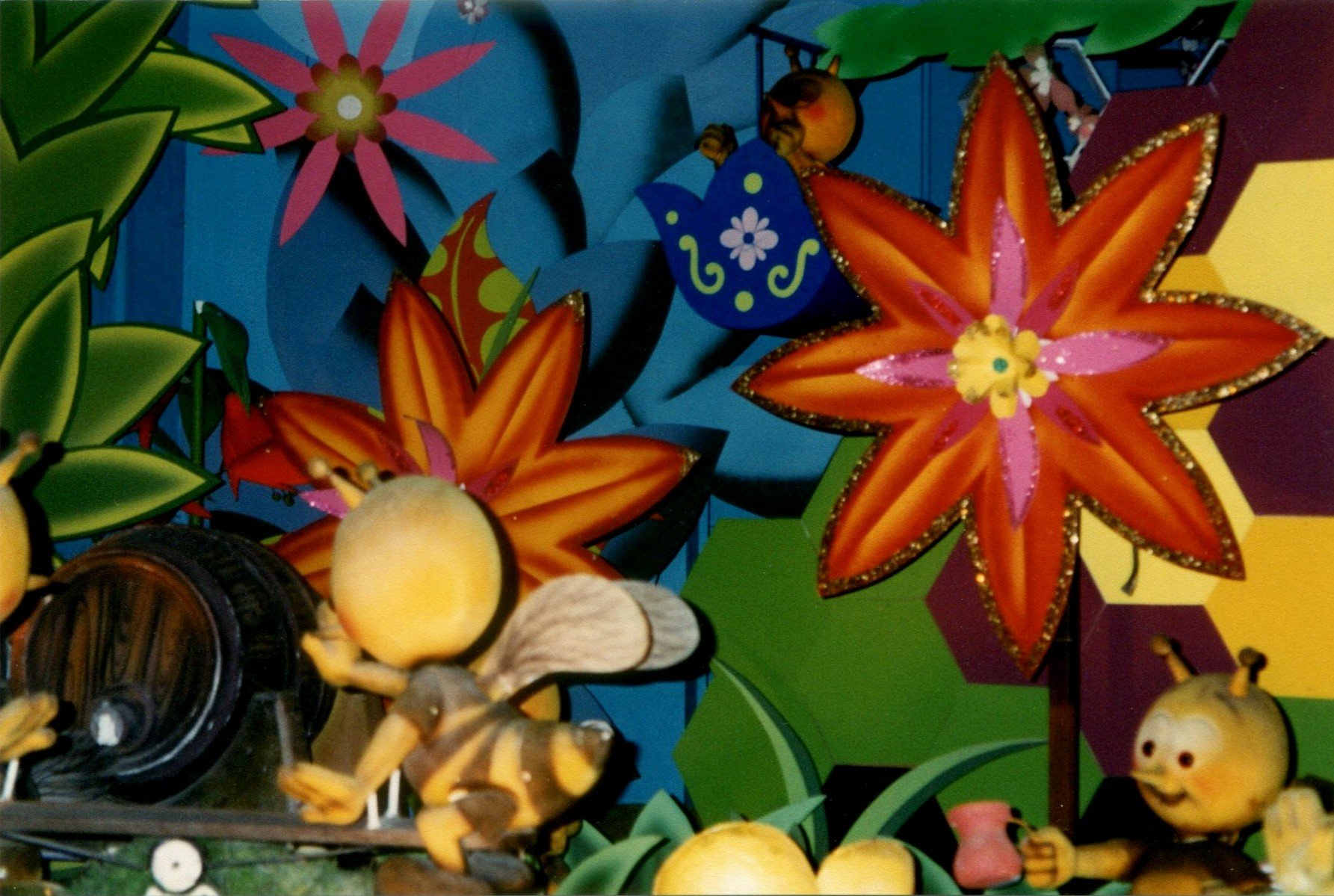
Fête estivale, la balançoire à bascule à gauche et nacelle de grande roue au fond
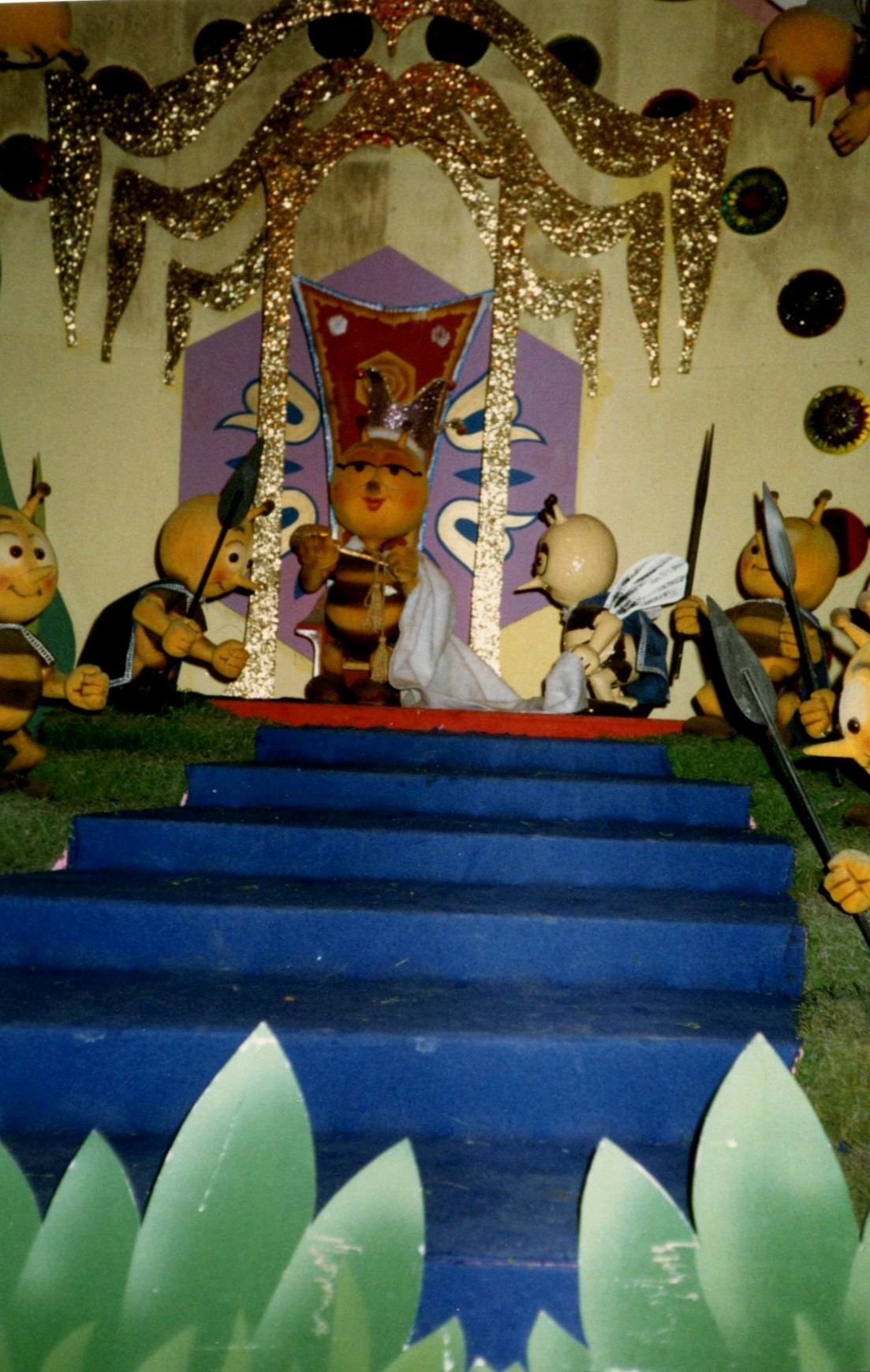
La salle du trône

## Het Bos van Plop

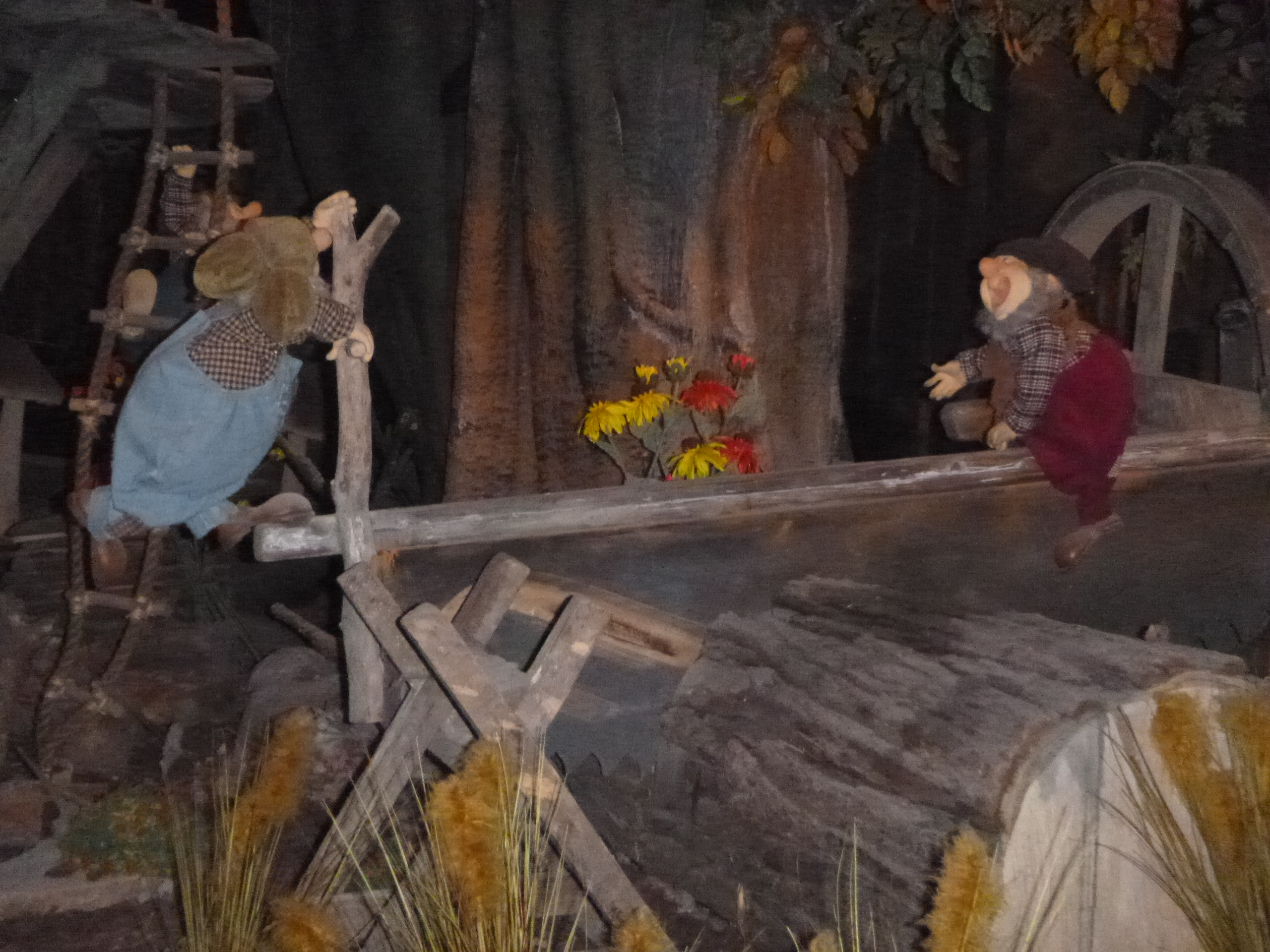
Les lutins bûcherons.

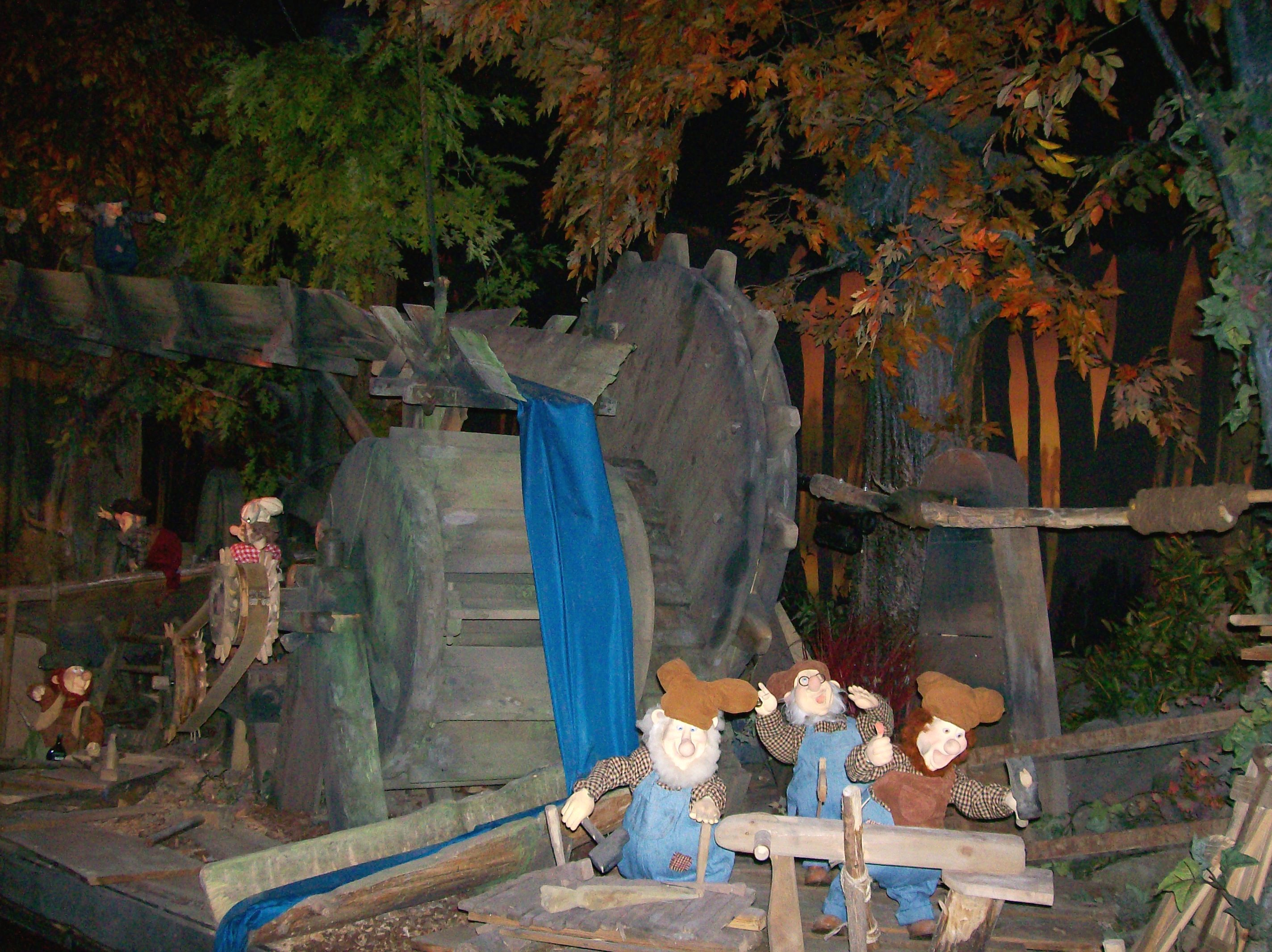
Le moulin à eau en automne.

Lors de l'ouverture de Plopsaland le 29 avril 2000, les visiteurs ont accès à Het Bos van Plop, dont le nom français est La forêt de Plop. Cette attraction est une refonte d'Apirama. Le bâtiment, le circuit aquatique et les bateaux restent les mêmes. Durant l'intersaison 1999-2000, les nouvelles équipes retirent toutes les références aux abeilles de Meli Park. Il en est de même pour ce parcours scénique. Le thème retenu pour habiller le parcours est Kabouter Plop, le personnage central d'une série télévisée pour enfants diffusée depuis 1997 en Belgique néerlandophone et depuis 2007 en Belgique francophone.
Het Bos van Plop est une croisière à travers la forêt des lutins. Les passagers découvrent comment les lutins vivent au fil des saisons. La musique de la série télévisée est utilisée comme bande originale. Au milieu du trajet, la descente en splash entraîne toujours les embarcations dans les éclaboussures en contrebas. L'entièreté du parcours de 145 mètres de Metallbau Emmeln est conservée, tout comme certains éléments de décors comme la grande roue ou la balançoire à bascule. Plus d'une centaine de lutins habitent la forêt. Les deux extrémités de leur bonnet se redressant est le mouvement le plus caractéristique des lutins, tout comme dans la série.
Après avoir embarqués, les passagers observent des scènes sylvestres. Tout d'abord, les bateaux longent des bosquets dont sortent des lutins aux bonnets animés. Ensuite les passagers pénètrent encore plus loin dans la forêt où poussent également des fleurs. Les tableaux suivants mettent en scène l'automne et les activités de meuniers ou de boucherons des lutins. Avec différents outils, les lutins scient les arbres, un moulin à eau est exploité et de nombreux engrenages tournoient. D'autres lutins rabotent le bois abattu. La scène suivante est une entrée dans la grotte où les lutins endossent le rôle de mineurs à l'ouvrage. Ici, l'esquif est tracté hors de l'eau pour dévaler une pente qui l'entraîne dans les éclaboussures du tableau suivant. Cette chute représente l'arrivée de l'hiver. Le système photo souvenir se déclenche dans la descente.
Elle est suivie de scènes enneigées de la forêt. Plusieurs saynètes représentent les activités hivernales telles le patinage et la luge attelée à un renard où de nombreux lutins évoluent au milieu de sapins blancs, de végétaux givrés ou de lanternes. Ensuite vient le village champignon printanier et les occupations quotidiennes des lutins sont dépeintes comme les dames à la lessive devant les maisons champignons, les pompiers en action face à une chaumière champignon en feu,. La belle saison voit aussi l'élaboration des tricots par les naines. La grande fête estivale prend place dans le tableau suivant. Les lutins boivent et mangent sous des parasols champignons devant le moulin à vent. Ils prennent du bon temps dans la grande roue, sur la balançoire, sur le carrousel et sur la balançoire à bascule. Un orchestre occupe la scène suivante. Un pont surplombant l'embarcation est la scène d'une danse de plusieurs lutins. Enfin la scène d'adieu est habitée quelques lutins avec une maison champignon dans un décor forestier. Ils disent au revoir aux passagers.
En 2010, l'entrée et ses abords bénéficient de travaux. Jusqu'alors, l'entrée de l'attraction se fait par la façade nord. En cette année, elle est condamnée et une nouvelle entrée bien plus travaillée et décorée prend place sur la façade est. L'entrée est symbolisée par un porche doté d'un toit. À la gauche de celui-ci est construit un grand tonneau dans lequel prend place un stand de restauration et à la droite du porche est construit un grand champignon par lequel le client accède à la boutique. Ces travaux l'agrandissent et la transforment en un magasin plus important. La file d'attente est également modifiée et agrandie. Le parking des poussettes prend place dans le bâtiment, de sorte qu'elles soient dorénavant couvertes. Le nouveau point de restauration est édifié en lieu et place de l'ancienne exposition apicole. Enfin, un nouveau bloc sanitaire est construit. Le parcours scénique est doté d'un meilleur éclairage et de nouvelles musiques sont composées.
Le point de restauration Le Tonneau de Plop ouvre ses portes le 3 avril 2010 et propose bonbons, boissons et gaufres. Il a depuis élargi la gamme de produits vendus. Le lendemain ouvre Plop shop, la nouvelle boutique souvenir qui remplace le petit magasin présent jusqu'alors. La construction du tonneau, de la nouvelle entrée et du champignon du nouveau magasin revient à l'entreprise belge Giant.
Fin 2010, une nouvelle esthétique est testée sur deux bateaux de l'attraction. L'aspect des embarcations de la forêt de Plop est renouvelé en 2011 sur le thème de « lit de rêve ». Chaque bateau est équipé d'une bougie factice à l'avant et d'un bord de lit à l'arrière.
L'avenir de Het Bos van Plop est incertain, le directeur du parc déclare en 2015 qu'ils existent des plans pour remplacer le parcours scénique à terme.

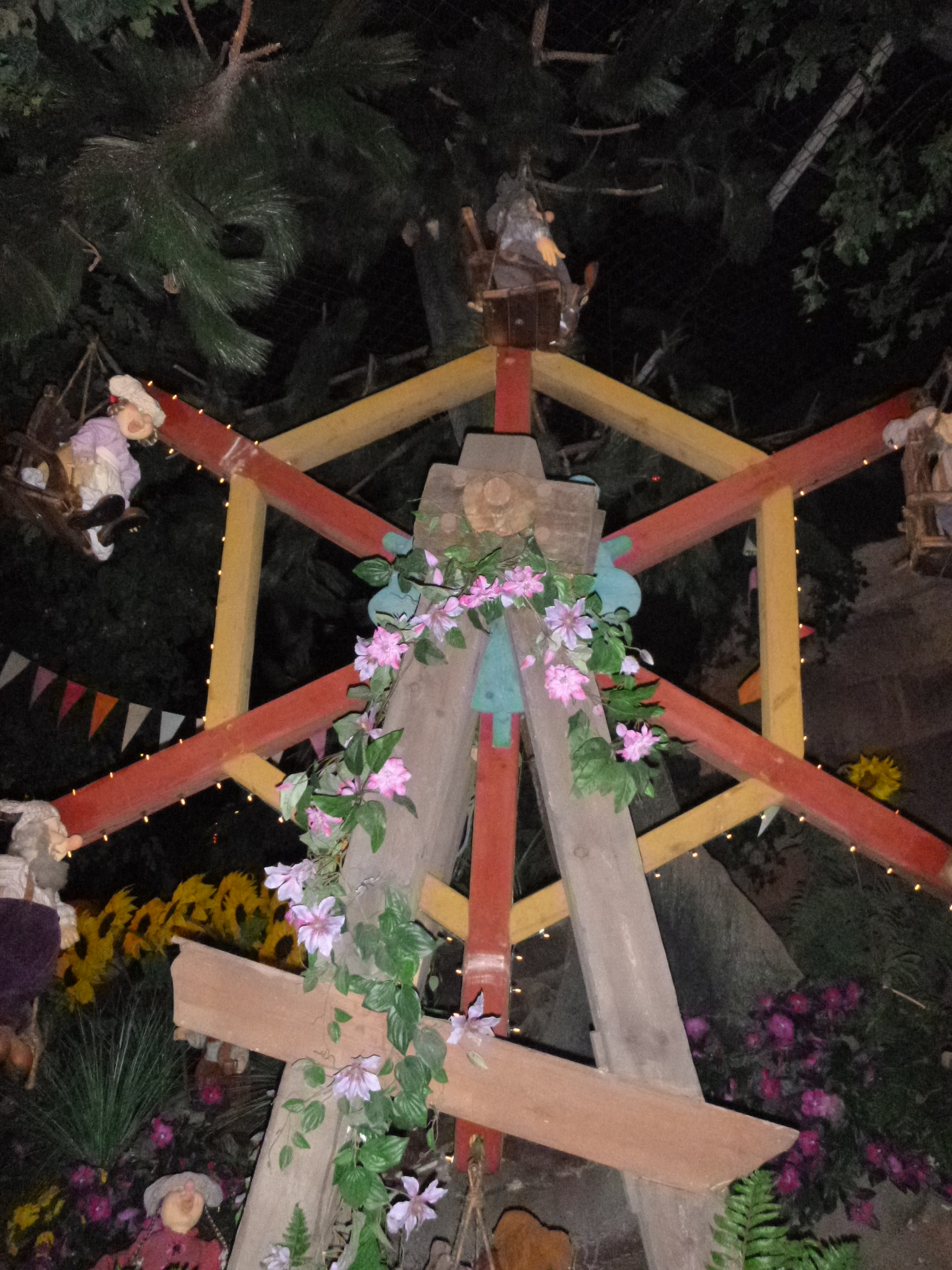
Grande roue de la fête estivale
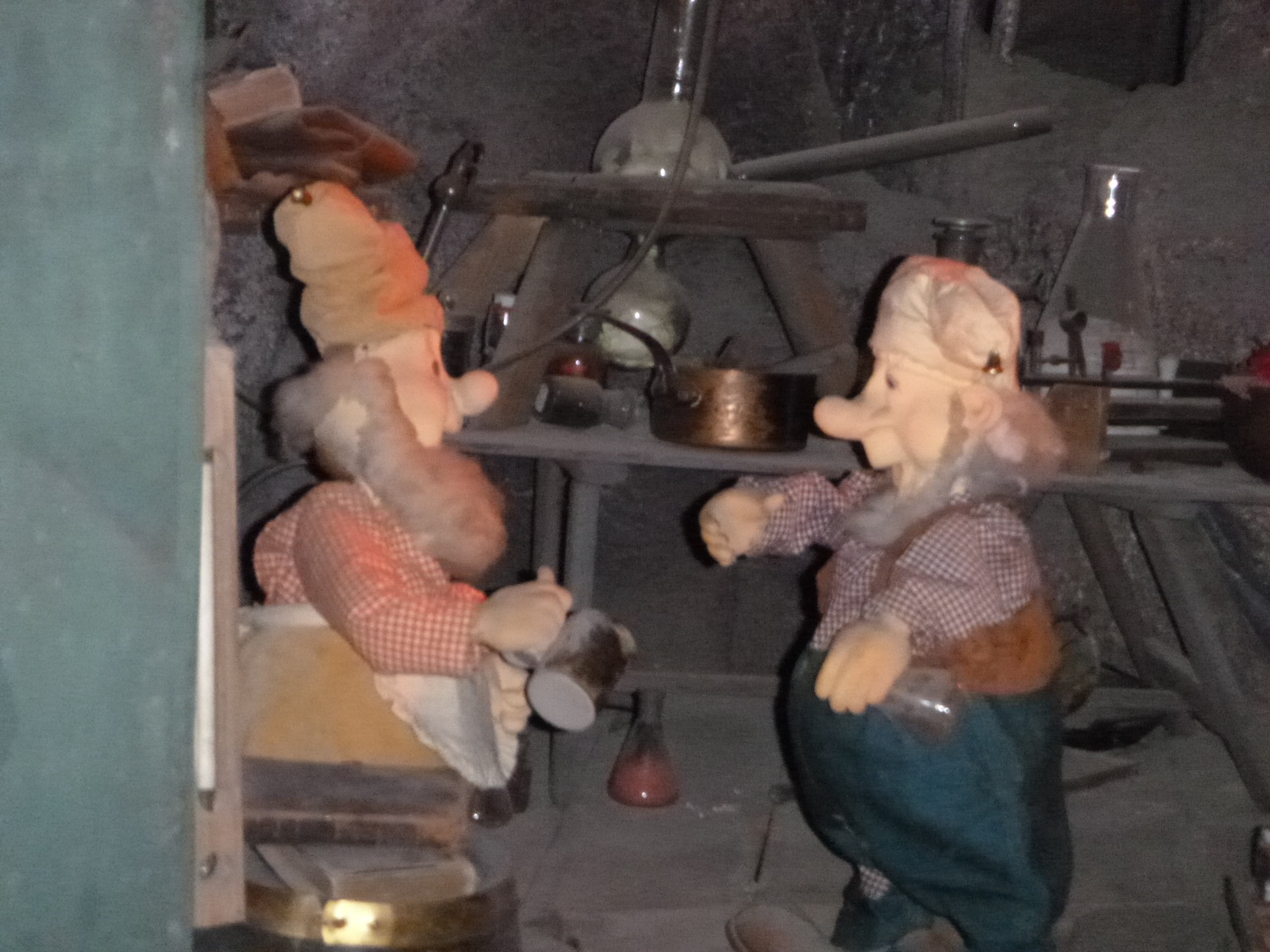
Dans la grotte
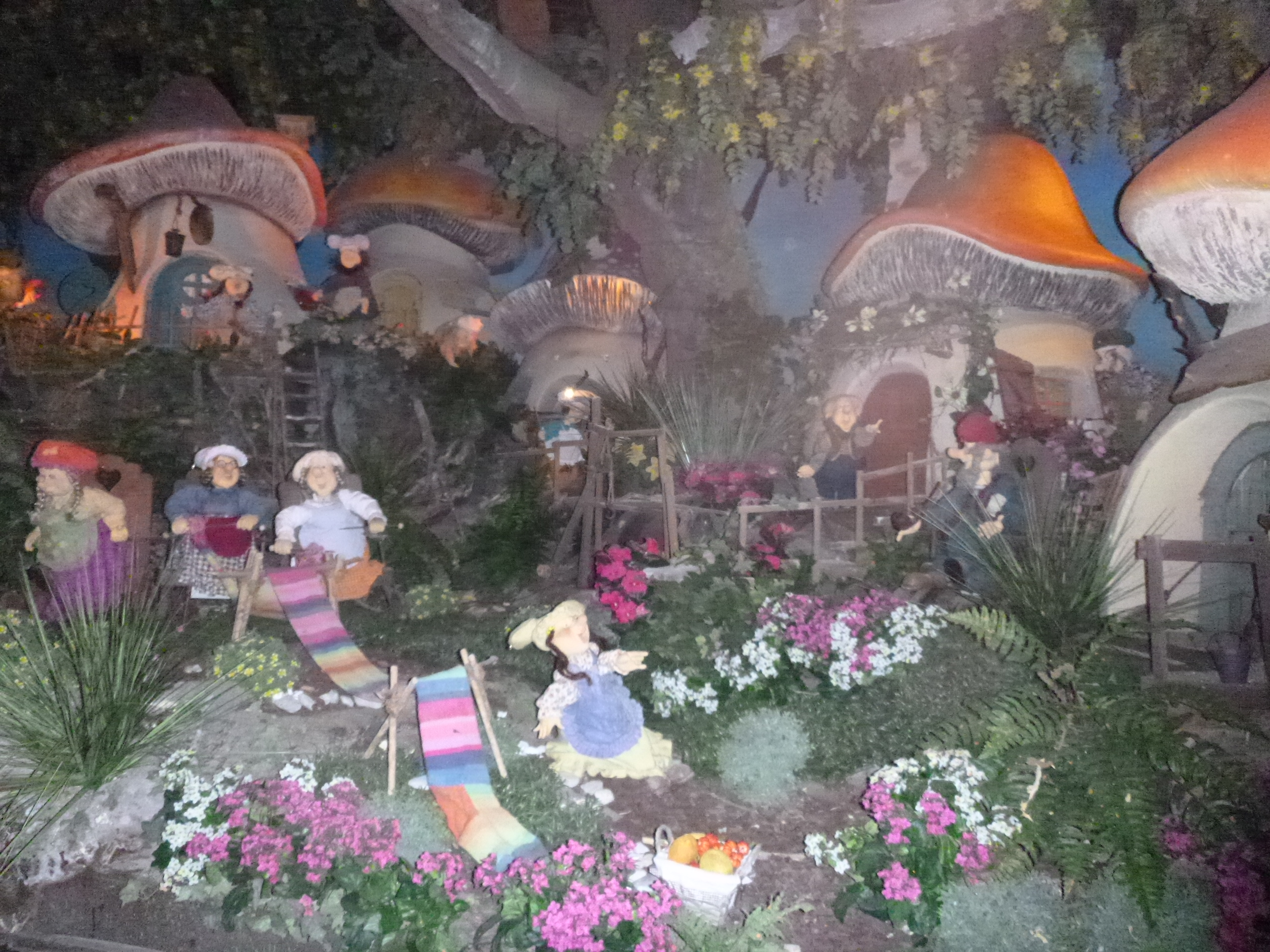
Printemps et tricot
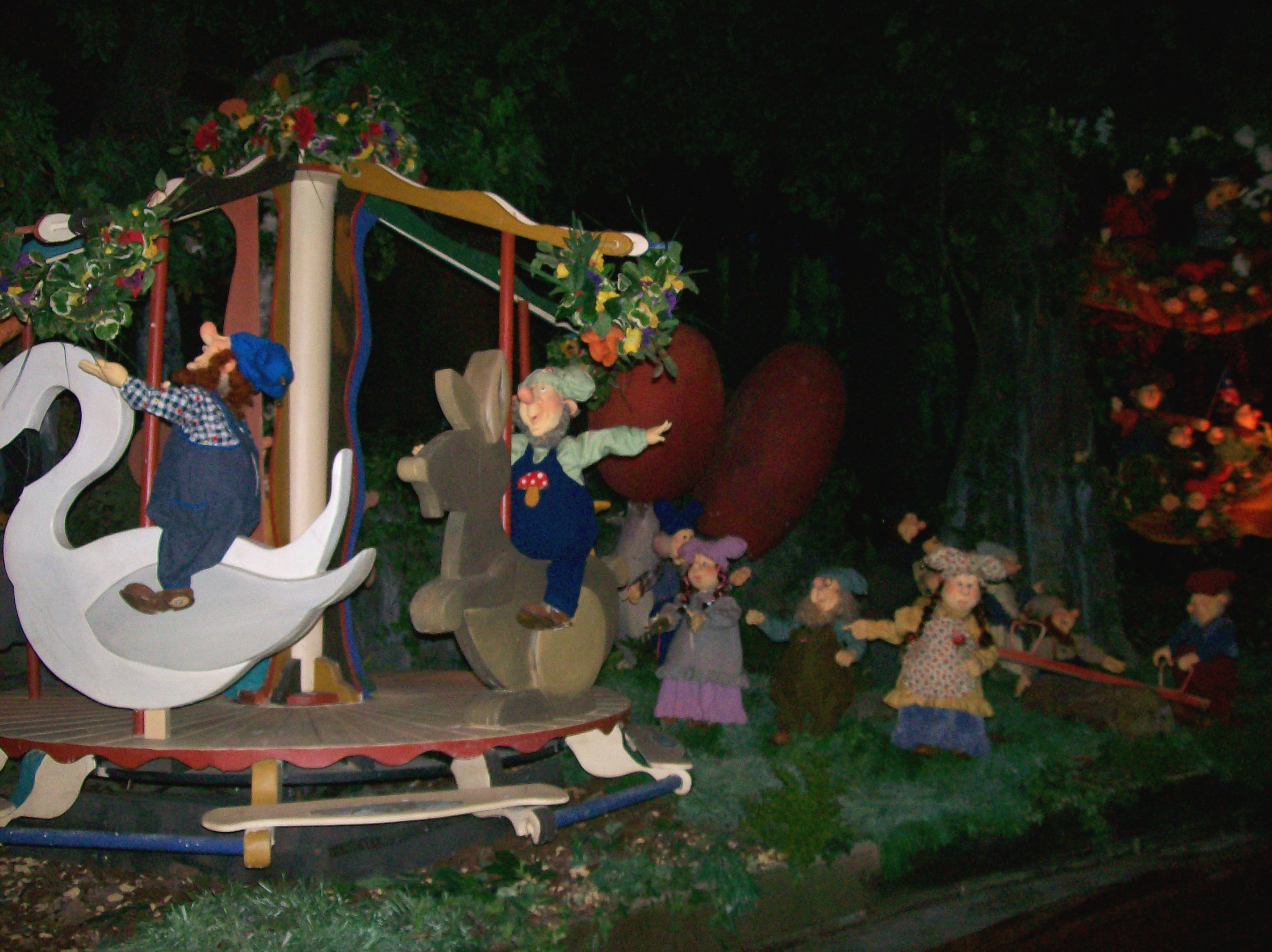
Carrousel et balançoire à bascule
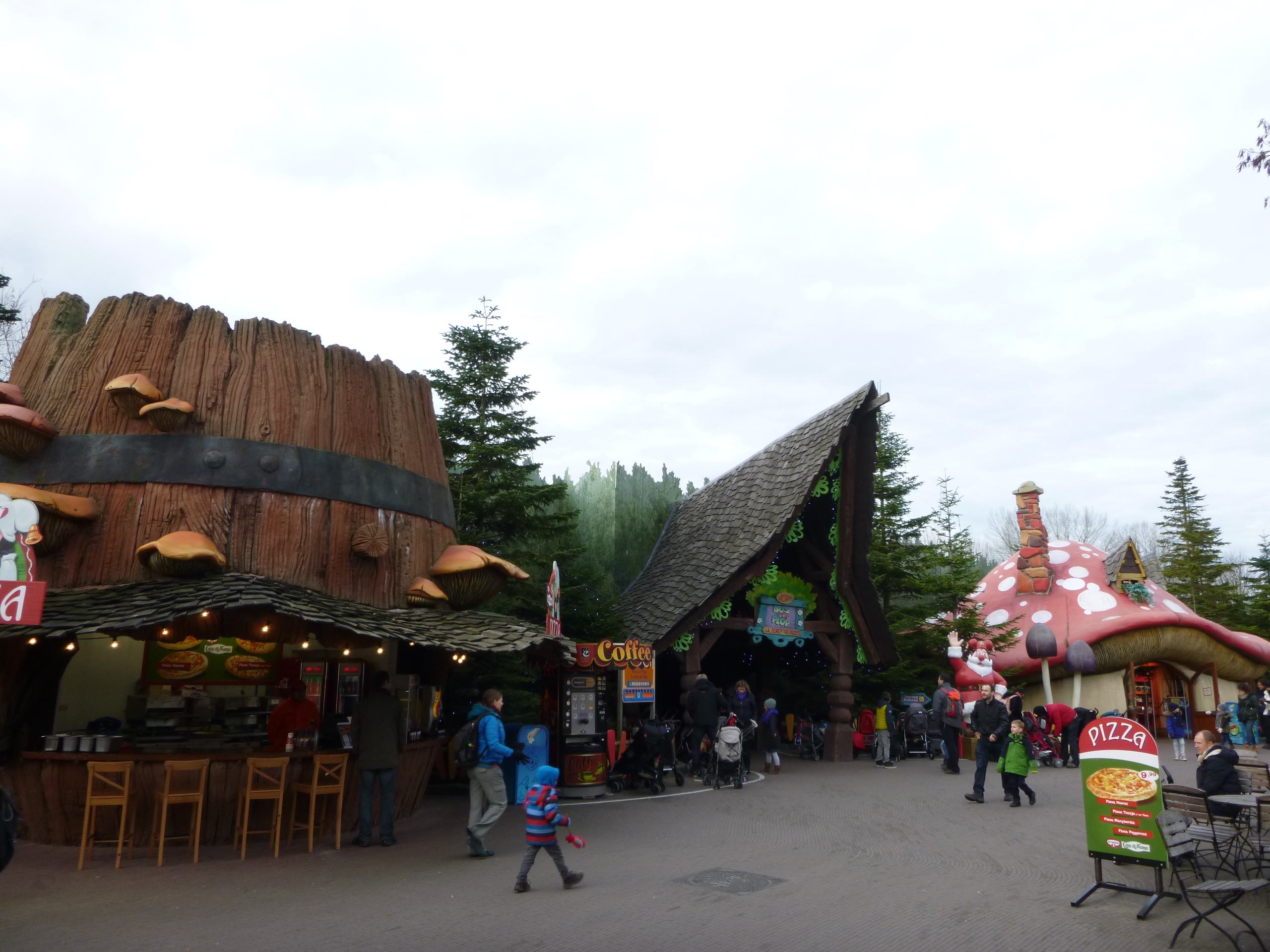
Tonneau, porche et champignon
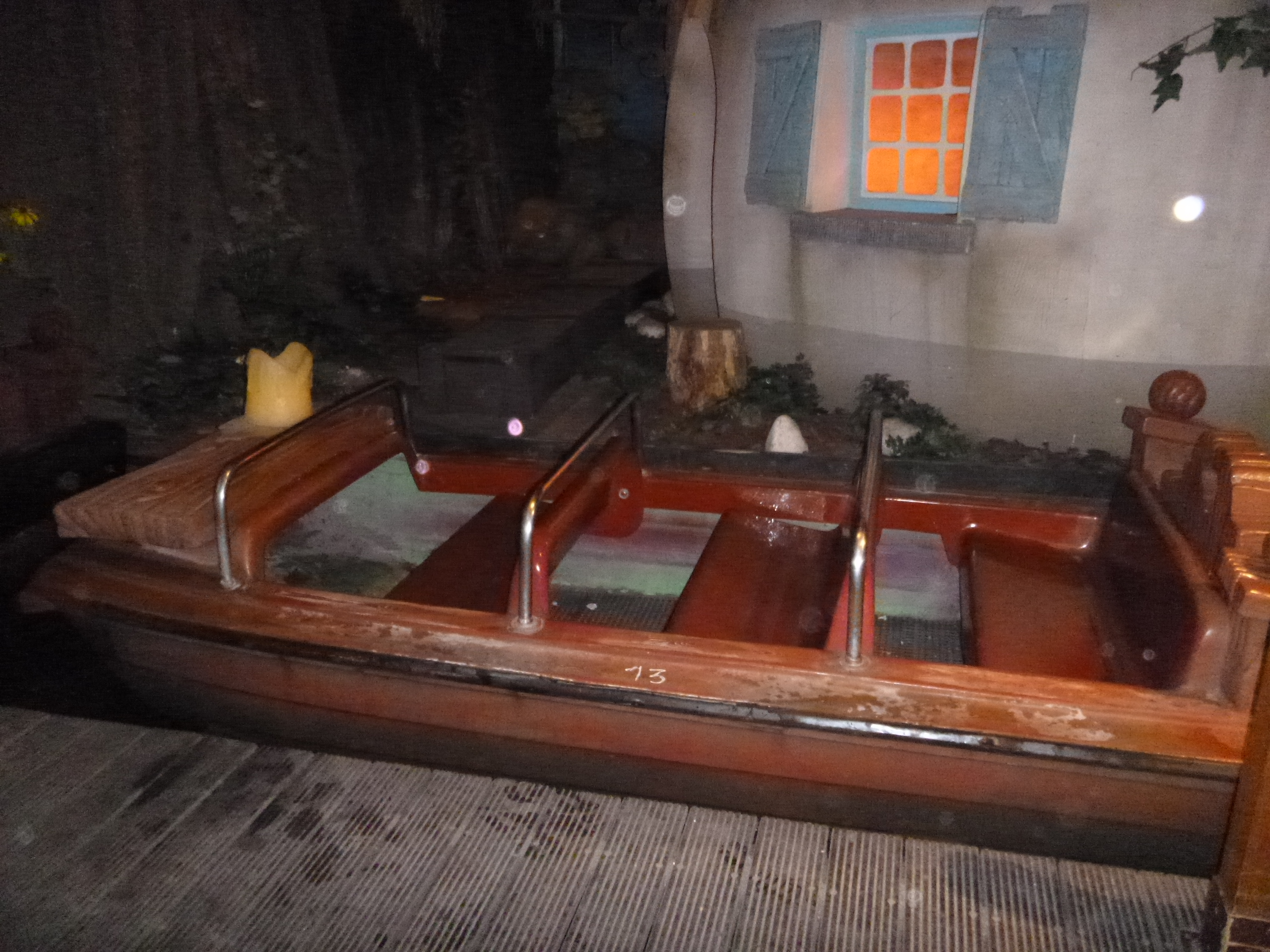
Bateau redécoré